# Route 65 (Ontario)
Pour les articles homonymes, voir Route 65.
La route 65 est une route provinciale de l'Ontario, située dans le nord-est de la province. Elle relie la région de Matachewan à la frontière entre l'Ontario et le Québec en passant par New Liskeard. Elle possède une longueur de 123 kilomètres.

## Tracé

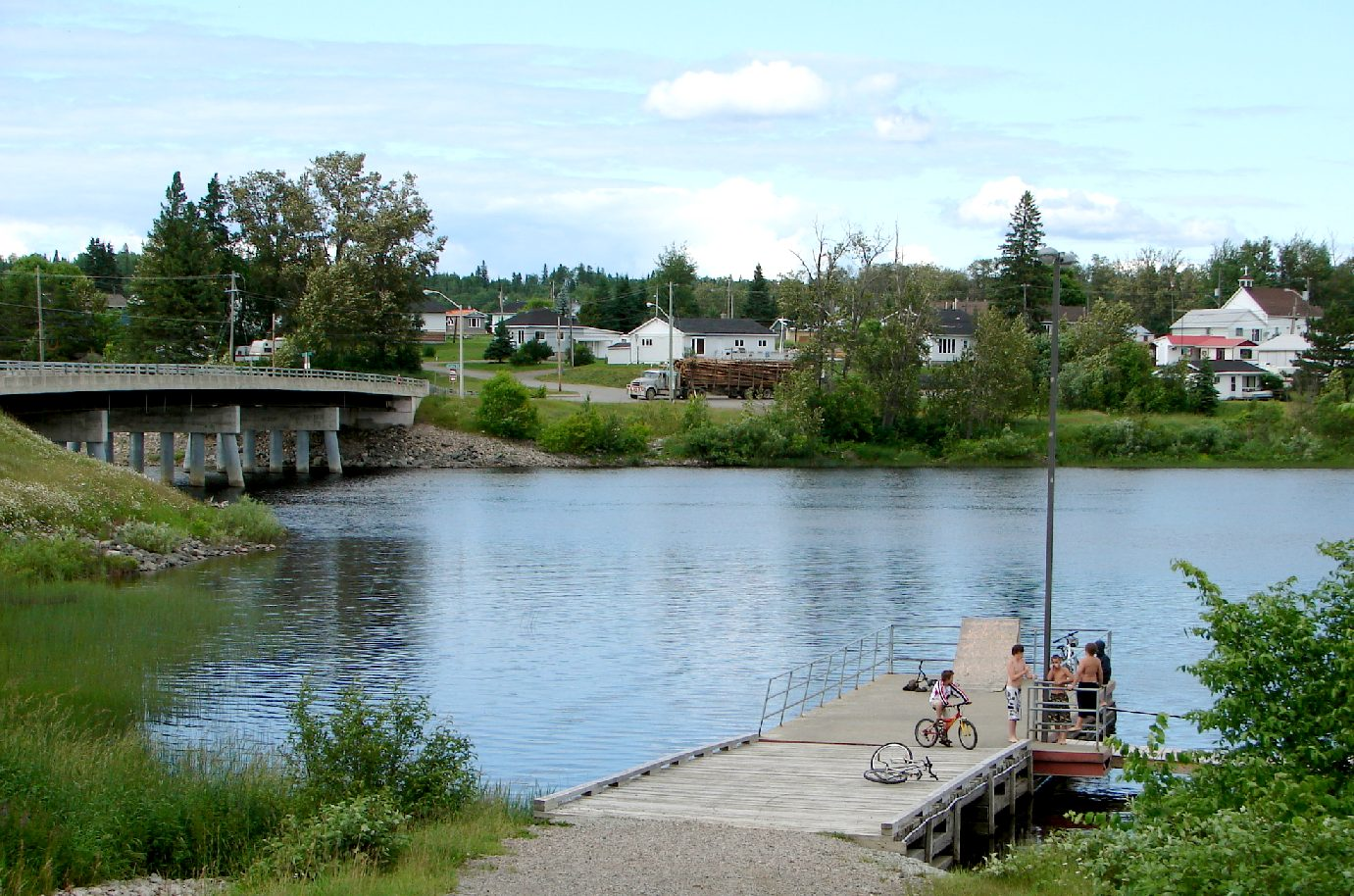
Elk Lake, village traversé par la route 65.

La route 65 débute à Matachewan, à la jonction avec la Route 66 en direction de Kirkland Lake. La 65 suit premièrement la rivière Montréal (Montreal River), sur la rive est de la rivière, jusqu'à Elk Lake, 33 kilomètres au sud-est de Matachewan. À partir du kilomètre 50, la route provinciale 65  quitte la région montagneuse du bouclier canadien pour entrer dans la région agricole de la rivière des Outaouais. Après avoir croisé la Route 562, elle bifurque vers le sud dans un virage de 90°, puis rebifurque à nouveau vers l'est pour rejoindre New Liskeard, où elle se joint à la route 11 pendant environ 5 kilomètres, contournant la ville par le nord-ouest.
Après s'être détaché de la route 11, elle continue à traverser la région agricole en possédant beaucoup de virages à 90°, puis elle finit, au kilomètre 123, à la frontière entre le Québec et l'Ontario. 
Deux kilomètres à l'est de la frontière, la rue Ontario rejoint la route québécoise 101 en direction de Rouyn-Noranda, au cœur du village de Notre-Dame-du-Nord. 

## Intersections
| Route 65        |              |     | |                            |
| District        | Ville        | km  | Intersection/Destinations | Notes                      |
| Timiskaming     | Matachewan   | 0   | R-66, Matachewan, Kirkland Lake, Rouyn-Noranda (Qc)                                                                                         | Début de la route 65       |
| Timiskaming     | Elk Lake     | 33  | Route 560, Gowganda, Charlton, Englehart |                            |
| Timiskaming     | McCool       | 71  | Route 562 est, Thornloe, Earlton |                            |
| Timiskaming     | New Liskeard | ~93 | R-11 sud (est), North Bay, Huntsville, (Ottawa via R-17)                                                                                    | Début multiplex avec R-11  |
| Timiskaming     | New Liskeard | ~98 | R-11 nord (ouest), Cochrane, Kapuskasing, Hearst                                                                                            | Fin du multiplex avec R-11 |
| Timiskaming     |              | 123 | Frontière Québec-Ontario à Notre-Dame-du-Nord Jonction de la Route 101 à 2 kilomètres; directions : Témiscaming, Ville-Marie, Rouyn-Noranda | Fin de la route 65         |
| Vert: Multiplex |              |     | |                            |